# 상대론적 중이온 충돌기

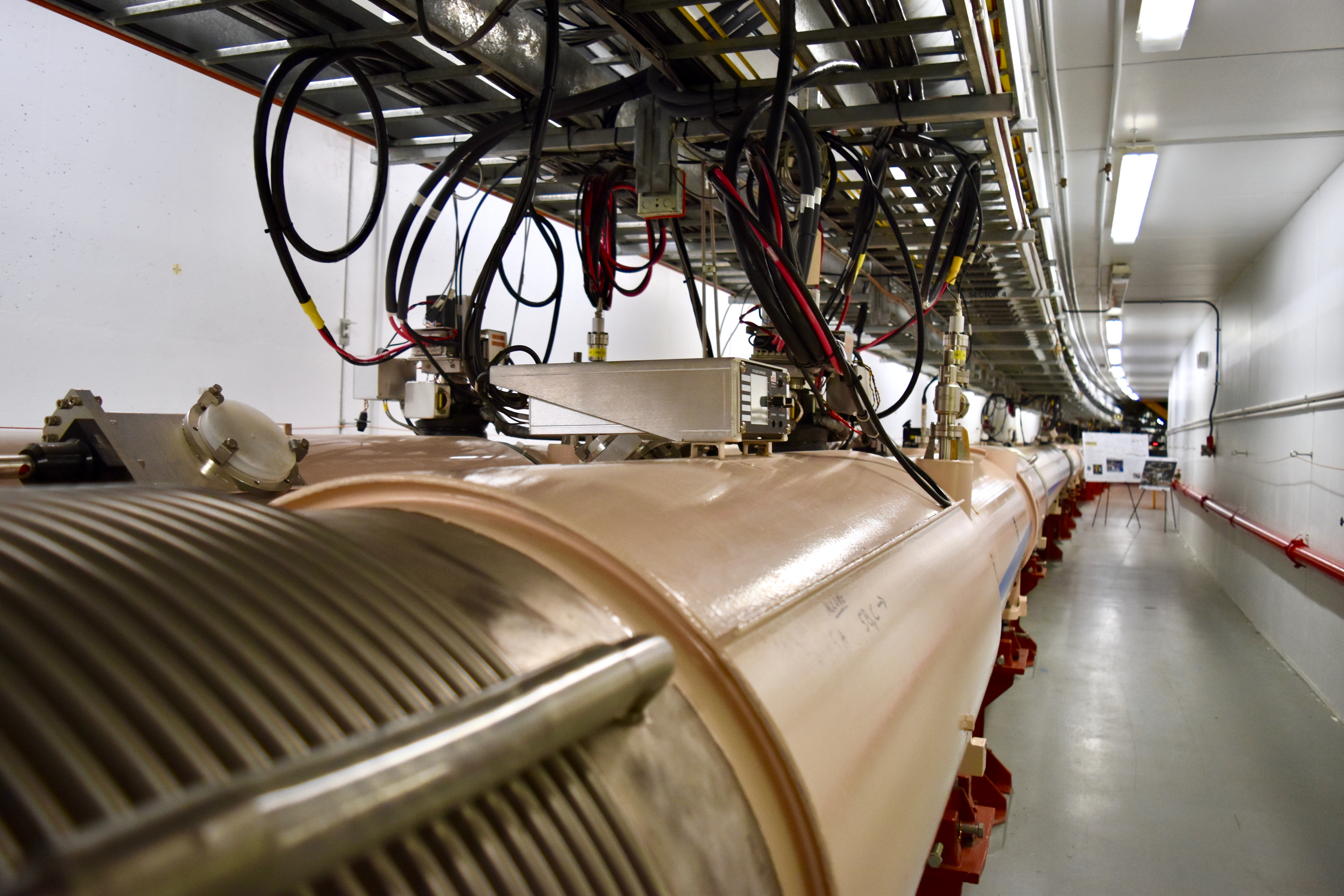
RHIC 내부에 있는 2개의 주 가속 링

상대론적 중이온 충돌기(Relativistic Heavy Ion Collider, RHIC)는 세계 최초이자 현재 가동 중인 2대의 중이온 충돌기 중 하나이며, 지금까지 건설된 유일한 스핀 편광 양성자 충돌기이다. 뉴욕 업튼의 브룩헤이븐 국립연구소(Brookhaven National Laboratory, BNL)에 위치하는 RHIC는 미국에서 유일하게 가동 중인 입자 충돌기이다. 물리학자들은 상대론적 속도로 이동하는 이온을 충돌시키는 RHIC를 사용하여 빅뱅 직후 우주에 존재했던 원초적 형태의 물질을 연구하는데, RHIC에서 스핀 편광 양성자를 충돌시킨 후 양성자의 스핀 구조를 알아내는 방식이다.
RHIC는 세계에서 두 번째로 에너지가 높은 중이온충돌기로, 금 이온의 경우 충돌에너지가 100 GeV, 양성자의 경우 250 GeV에 달한다. 세계에서 가장 에너지가 높은 중이온충돌기는 대형 강입자충돌기(LHC)로, 2022년 기준 13TeV으로 납 중이온을 충돌시켰다. 2010년 RHIC 물리학자들은 이전 실험의 온도 측정 결과에서 금 이온 충돌 시 345MeV(약 섭씨 7조도 이상)를 초과하는온도로 인해 "정상 물질"이 분해되고 액체와 같은 쿼크-글루온 플라즈마가 생성된다는 결론을 내렸다. 2020년 1월, 미국 에너지부 과학국은 미래 전자이온충돌기(EIC)를 위해 BNL의 기존 RHIC 시설을 기반으로 하는 eRHIC 설계를 선정했다.

## 같이 보기
- 대형 강입자 충돌기